# Rincón de Tecolayo
Rincón de Tecolayo är en ort i Mexiko.   Den ligger i kommunen Ixtaczoquitlán och delstaten Veracruz, i den sydöstra delen av landet, 230 km öster om huvudstaden Mexico City. Rincón de Tecolayo ligger 836 meter över havet och antalet invånare är 195.
Terrängen runt Rincón de Tecolayo är kuperad åt nordost, men åt sydväst är den bergig. Rincón de Tecolayo ligger nere i en dal. Runt Rincón de Tecolayo är det ganska tätbefolkat, med 100 invånare per kvadratkilometer. Närmaste större samhälle är Córdoba, 15,1 km nordost om Rincón de Tecolayo. I omgivningarna runt Rincón de Tecolayo växer i huvudsak städsegrön lövskog.